# Manuel Oms
Manuel Oms y Canet (Barcelona, 1842-Barcelona, 1889) fue un escultor español.

## Biografía

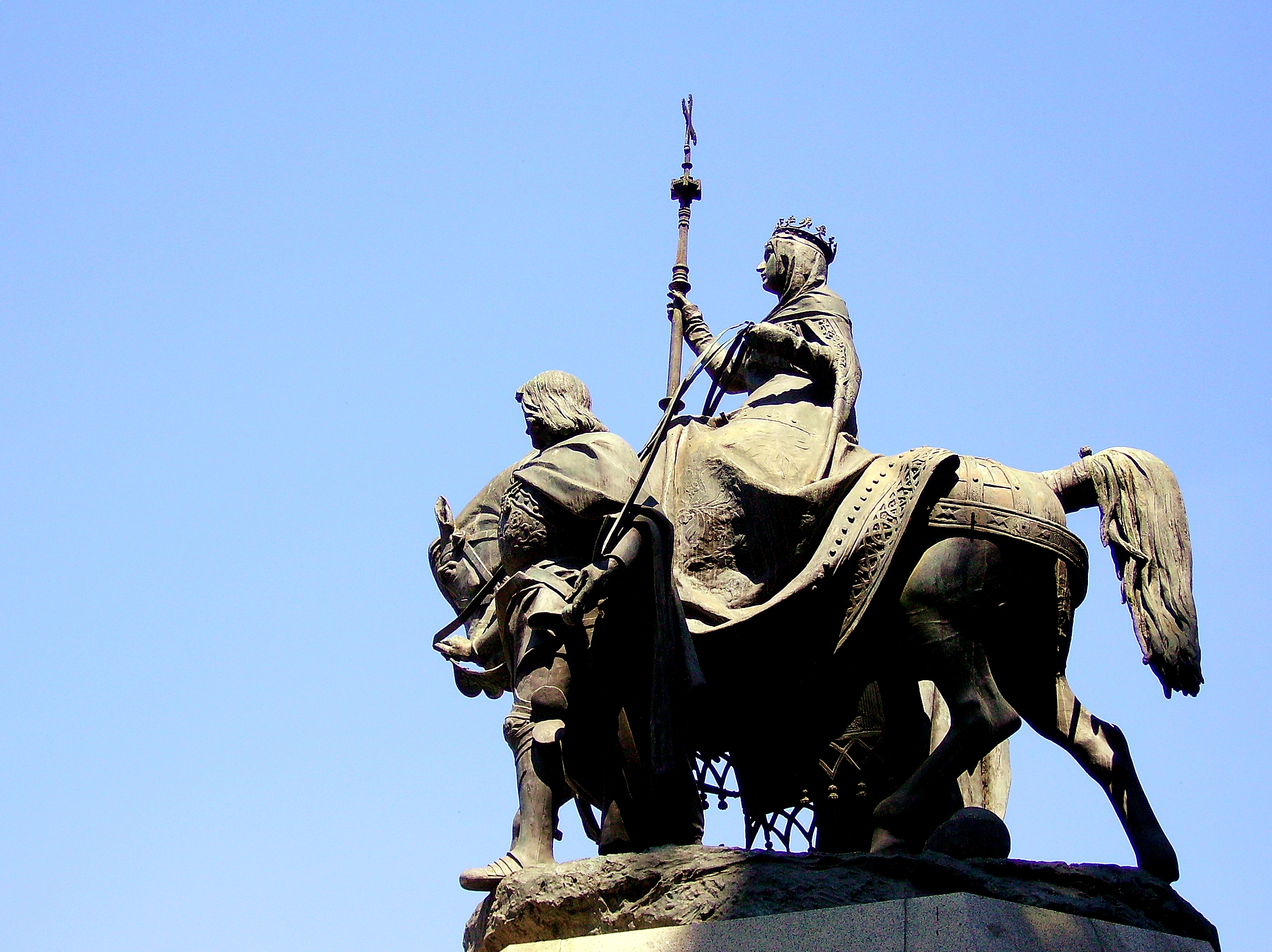
Monumento a Isabel la Católica

Nació en 1842. Escultor natural de Barcelona, fue discípulo de su padre Vicente Oms. Su hermano menor Vicente Oms y Canet fue escultor y dibujante. En la Exposición Nacional celebrada en Madrid en 1876 presentó El primer paso, en yeso, y un Tipo de Cataluña, estudio del natural en barro; por la primera de dichas obras obtuvo medalla de segunda clase. La misma en mármol fue presentada por el artista en la Exposición de 1878, en unión de un grupo en yeso, representando la Muerte del General Concha. Su primer paso figuró también en la Exposición Universal de París de 1878.
Pensionado posteriormente para la Academia de Bellas Artes de Roma, ejecutó en dicha ciudad el Monumento a la Reina Isabel la Católica, que coronaba la estatua de dicha reina a caballo y tenía en su primer cuerpo las figuras de Colón, Gonzalo de Córdoba, fray Juan Pérez de Marchena, Cisneros y Hernán Cortés. La escultura, cuya composición descansaba en un pedestal gótico y fundido en bronce, se terminaría instalando en Madrid.
Fueron también de su mano Cuatro monstruos marinos para la cascada del Parque de Barcelona; busto de Un payés, vendido al barón Rostchild, y varias estatuas en el palacio de los Duques de Santoña. En 1883 le fue concedida la encomienda de Isabel la Católica. Falleció el 27 de junio de 1889 en Barcelona.